# Sinus cardinal
- {\displaystyle \operatorname {sinc_{1}} x} : Sinus cardinal non normalisé.
- {\displaystyle \operatorname {sinc_{\pi }} x} : Sinus cardinal normalisé.

Sinus cardinal non normalisé.
Sinus cardinal normalisé.

En mathématiques, la fonction sinus cardinal est une fonction définie à partir de la fonction trigonométrique sinus apparaissant fréquemment dans des problèmes de physique ondulatoire.

## Définitions
La fonction sinus cardinal est définie par :
{\displaystyle \operatorname {sinc} x={\frac {\sin x}{x}}} (définition 1)
où sin désigne la fonction sinus.
Il existe une autre définition couramment utilisée :
{\displaystyle \operatorname {sinc} x={\frac {\sin(\pi x)}{\pi x}}} (définition 2).
Quand une confusion pourra être possible, on notera par la suite {\displaystyle \operatorname {sinc_{1}} } la première version de la fonction, et {\displaystyle \operatorname {sinc_{\pi }} } la seconde. La seconde est parfois nommée sinus cardinal normalisé.

## Histoire
La fonction sinus cardinal a été utilisée, sans qu'il ne lui ait donné un nom ni un symbole spécifique, par le mathématicien britannique Edmund Whittaker en 1915, dans le cadre d'une étude des processus d'échantillonnage. Il s'agissait de trouver une fonction {\displaystyle f(x)} de valeurs données aux points {\displaystyle x=a+k\,w} (où {\displaystyle a} et {\displaystyle w} sont des nombres complexes donnés et {\displaystyle k} un entier parcourant l'ensemble {\displaystyle \mathbb {Z} } des entiers relatifs) la plus lisse possible (sans singularités ni oscillations rapides entre les points d'ancrage). Le résultat trouvé est :
{\displaystyle f(x)=\sum _{k=-\infty }^{\infty }f(a+kw){\frac {\sin \left[{\dfrac {\pi }{w}}(x-a-kw)\right]}{{\dfrac {\pi }{w}}(x-a-kw)}}}
Le nom « sinus cardinal » vient du latin sinus cardinalis. La notation sinc a été introduite en 1952 par le mathématicien et ingénieur britannique Woodward (en) et I.L. Davies, en disant « Cette fonction est reproduite si fréquemment dans l'analyse de Fourier et ses applications qu'elle semble mériter une notation qui lui est propre. »

## Propriétés

### Propriétés élémentaires
La valeur en zéro semble de prime abord non définie, mais le calcul de limite est possible : on reconnaît en
{\displaystyle {\frac {\sin x}{x}}={\frac {\sin x-\sin 0}{x-0}}}
un taux d'accroissement pour la fonction sinus, dont la limite en 0 est le nombre dérivé du sinus en 0, égale à {\displaystyle \cos 0} = 1, ce qui permet de définir la fonction en posant {\displaystyle \operatorname {sinc} 0} = 1, en opérant ainsi un prolongement par continuité.
Les zéros de la fonction sont atteints en {\displaystyle x=k\pi ,\ k\in \mathbb {Z} ^{*}} (première définition) ou {\displaystyle x=k,\ k\in \mathbb {Z} ^{*}} (seconde définition)
| {\displaystyle x} | {\displaystyle {\frac {x}{\pi }}} | {\displaystyle \operatorname {sinc} x} | {\displaystyle \operatorname {sinc^{2}} x} | {\displaystyle 20\log _{10}\|\operatorname {sinc} x\|} |
| ----------------- | --------------------------------- | -------------------------------------- | ------------------------------------------ | ------------------------------------------------------ |
| 0                 | 0                                 | 1                                      | 1                                          | 0                                                      |
| 4,493409          | 1,430297                          | −0,217234                              | 0,047190                                   | −13,26                                                 |
| 7,725252          | 2,459024                          | 0,128375                               | 0,016480                                   | −17,83                                                 |
| 10,904122         | 3,470890                          | −0,091325                              | 0,008340                                   | −20,79                                                 |
| 14,066194         | 4,477409                          | 0,070913                               | 0,005029                                   | −22,99                                                 |
| 17,220755         | 5,481537                          | −0,057972                              | 0,003361                                   | −24,74                                                 |
| 20,371303         | 6,484387                          | 0,049030                               | 0,002404                                   | −26,19                                                 |
| 23,519452         | 7,486474                          | −0,042480                              | 0,001805                                   | −27,44                                                 |
| 26,666054         | 8,488069                          | 0,037475                               | 0,001404                                   | −28,53                                                 |
| 29,811599         | 9,489327                          | −0,033525                              | 0,001124                                   | −29,49                                                 |
| 32,956389         | 10,490344                         | 0,030329                               | 0,000920                                   | −30,36                                                 |
| 36,100622         | 11,491185                         | −0,027690                              | 0,000767                                   | −31,15                                                 |
| 39,244432         | 12,491891                         | 0,025473                               | 0,000649                                   | −31,88                                                 |
| 42,387914         | 13,492492                         | −0,023585                              | 0,000556                                   | −32,55                                                 |

La valeur où le carré de {\displaystyle \operatorname {sinc_{1}} x} vaut 0,5 est atteinte pour {\displaystyle x} = ± 1,39156 environ (ce qui permet de définir la largeur de la bande passante à −3 dB en puissance, de la fonction).

### Résultats decalcul infinitésimal
La fonction est développable en série entière sur la droite réelle :
{\displaystyle {\frac {\sin x}{x}}=\sum _{n=0}^{+\infty }{\frac {(-1)^{n}x^{2n}}{(2n+1)!}}}
et s'écrit aussi comme une intégrale paramétrique :
{\displaystyle {\frac {\sin x}{x}}=\int _{0}^{1}\cos(tx)\,\mathrm {d} t}.
De l'une ou l'autre de ces deux formules, on déduit que le sinus cardinal est indéfiniment dérivable sur {\displaystyle \mathbb {R} } et peut même être étendu en une fonction holomorphe sur tout le plan complexe.
Les primitives de la fonction sinus cardinal ne peuvent être calculées à l'aide des fonctions élémentaires. Il est habituel de définir une fonction spéciale, la fonction sinus intégral comme la primitive du sinus cardinal nulle en 0 :
{\displaystyle \operatorname {Si} x=\int _{0}^{x}{\frac {\sin t}{t}}\,\mathrm {d} t}.
On démontre que l'intégrale {\displaystyle \int _{0}^{+\infty }{\frac {\sin x}{x}}\,\mathrm {d} x} converge. Il s'agit de l'intégrale de Dirichlet, valant {\displaystyle {\frac {\pi }{2}}}. Cependant la fonction sinus cardinal n'est pas intégrable sur {\displaystyle \mathbb {R} _{+}}au sens de Lebesgue (elle l'est en revanche au sens de l'intégrale de jauge), car la convergence n'est pas absolue ; en d'autres termes, on a {\displaystyle \int _{0}^{+\infty }{\frac {|\sin t|}{t}}\,\mathrm {d} t=+\infty }.

### Transformée de Fourier
La transformée de Plancherel du sinus cardinal {\displaystyle \operatorname {sinc_{\pi }} } est la fonction porte {\displaystyle \Pi }, fonction indicatrice de l'intervalle réel {\displaystyle \left[-{\frac {1}{2}};{\frac {1}{2}}\right]}.
En effet, la transformée de Fourier de {\displaystyle \Pi } est : 
{\displaystyle {\mathcal {F}}(\Pi )(f)=\int _{-1/2}^{1/2}{\rm {e}}^{-2\pi \mathrm {i} ft}\,\mathrm {d} t=\operatorname {sinc} _{\pi }(f)}.

## Liens avec les fonctions spéciales
Le sinus cardinal apparait dans l'expression des fonctions de Bessel sphériques de première espèce, en particulier,
{\displaystyle \operatorname {sinc_{1}} x=j_{0}(x)}.
Le sinus cardinal normalisé s'exprime comme un produit infini :
{\displaystyle \operatorname {sinc_{\pi }} x=\prod _{n=1}^{\infty }\left(1-{\frac {x^{2}}{n^{2}}}\right)}
et apparait dans la formule des compléments, qui peut se réécrire :
{\displaystyle \Gamma (1+x)\Gamma (1-x)={\frac {1}{\operatorname {sinc_{\pi }} x}}}.
{\displaystyle {\frac {\sin z}{z}}=\prod _{n=1}^{\infty }\cos {\frac {z}{2^{n}}}}.

## Utilisation et applications
- E. T. Whittaker a montré que la fonction sinus cardinal joue un rôle central dans la théorie de l'interpolation sur un réseau de points équidistants[6].
- Étant donné que la transformée de Fourier de la fonction porte est très couramment utilisée, le sinus cardinal est forcément très présent, notamment en physique ondulatoire (car les phénomènes de diffraction de Fraunhofer sont traités par transformée de Fourier) ainsi qu'en traitement numérique du signal. Plus précisément, en théorie de l'information, la fonction sinus cardinal permet la synthèse exacte des signaux à spectre de support fini (formule de Shannon, 1949). En particulier, le sinus cardinal est fréquemment rencontré en théorie des antennes, en acoustique, en radar, pour la diffraction par une fente, etc.
- La même idée est à la base de l’approximation sigma de Cornelius Lanczos.
- On utilise également souvent le carré du sinus cardinal, car celui-ci donne l'intensité ou la puissance du signal dont l'amplitude est en sinus cardinal. Souvent, on cherchera à réduire l'influence des maxima secondaires du module (qui donne lieu à des lobes secondaires indésirables).
- Étant donné que les valeurs décroissent rapidement, le carré de la fonction sinus cardinal est souvent représenté en échelle logarithmique.